# Arameri, Virajpet
Arameri là một làng thuộc tehsil Virajpet, huyện Kodagu, bang Karnataka, Ấn Độ.